# 瞻星平鰭鮠
瞻星平鰭鮠，為輻鰭魚綱鯰形目平鰭鮠科的其中一種，為熱帶淡水魚，分布於非洲東非及中非淡水流域，體長可達19.5公分，棲息在底層水域，生活習性不明，可做為觀賞魚。

## 擴展閱讀
維基物種上的相關：瞻星平鰭鮠